# Assab
Pour l’article homonyme, voir Assab (volcan).
Modèle:Etbauche

Assab ou Aseb (en tigrigna : ዓሰብ, ʿAsäb ; en arabe : عصب) est une ville d'Érythrée, capitale de la région du Debub-Keih-Bahri et du Denkalya méridional. La ville est un port situé au sud du pays, sur la côte occidentale de la mer Rouge. Assab possède une raffinerie de pétrole. Près de la ville se trouve la ville antique d'Arsinoé.

## Histoire

### Période italienne
En 1869, le territoire de la baie d'Assab est acheté au « sultan » par un ancien lazariste, explorateur et missionnaire, Giuseppe Sapeto (1811-1895). Le 11 mars 1870, le territoire est acheté pour le compte de la société de navigation de Raffaele Rubattino qui y installe un dépôt de charbon pour les navires. Le 10 mars 1882, le port est officiellement (r)acheté par le gouvernement italien, qui crée alors la « Colonie d'Assab » le 5 juillet 1882. Le Contrat d'acquisition de la baie d'Assab (it) est signé par deux frères Afars, Hassan e Ibrahim ben Ahmad, réputés diriger le sultanat de Rehayto (qui a existé entre 1600 environ et 1910).
Le 1er janvier 1890, le territoire est réuni avec Massaoua, occupée depuis 1885, pour former l'Érythrée italienne (en italien : Colonia Eritrea).
Sa situation géographique est utilisée pour la contrebande d'armes, activité répandue dans le golfe d'Aden et en Somalie et contre laquelle le gouvernement italien s'engage en 1909 aux côtés du Royaume-Uni et de la France.
Le 2 août 1928, une convention italo-éthiopienne prévoit la construction d'une route joignant Assab à Addis-Abeba par Dessie et l'octroi d'une zone franche éthiopienne dans le port. Après l'invasion de l'Éthiopie en 1935, Assab devient un port de l'Afrique orientale italienne, et la route se développe à partir de 1937.

### Période britannique
En 1941, les Britanniques prennent le contrôle du port d'Assab, jusqu'à son rattachement à l'Éthiopie par l'ONU en 1952. En 1950, Georges Besse, en conflit avec la compagnie du chemin de fer entre Djibouti et Addis Abeba, relance la route d'Assab en y mettant 50 camions qui effectuent le trajet en une semaine.

### Période éthiopienne
À partir de 1952, le port d'Assab devenu éthiopien prend une part croissante du commerce de ce pays. Il est modernisé par une entreprise yougoslave à partir de 1957. En 1962, le port compte six postes à quai, sur deux môles. Environ 150 camions assurent alors le transit vers Addis Abeba. La route est goudronnée dans les années 1960, et son trafic ne cesse d'augmenter. Durant la famine des années 1980, l'aide alimentaire vers l'Érythrée et le Tigré passe par ce port.
L'Union soviétique y construit une raffinerie de pétrole de 500 000 t, qui fournit l'Éthiopie en essence.
Dans les années 1950, les salines d'Assab produisent 100 000 t. par an et remplacent celles de Djibouti.

### Période érythréenne
Lors de la guerre erythéro-éthiopienne de 1998-2000, les forces éthiopiennes échouent dans leur tentative de conquête d'Assab. Depuis la ville a été remplacée par Djibouti comme point d'entrée du commerce éthiopien.

## Géographie
En 2006, la population est de 74 405 habitants alors qu'en 1989, elle était de 39 000.
Les installations portuaires ont été considérablement étendues et développées au début des années 1990, avec la construction d'un nouveau terminal, mais le port connaît actuellement une phase de déclin à la suite du conflit Érythrée-Éthiopie qui provoque l'arrêt du commerce entre les deux nations. Assab est également connu pour son marché important, ses plages, sa vie nocturne et son aéroport (code AITA : ASA).

## Base navale
En avril 2015, les Émirats arabes unis se lancent dans la construction d'une base militaire, en échange de la modernisation de l'aéroport international d'Asmara et du port d'Assab, mais aussi d'une aide financière et pétrolière au gouvernement érythréen. La base d'Assab est utilisée par les Émiratis dans le cadre de leur intervention militaire au Yémen. En 2017, les Émirats arabes unis installent également une base navale à Berbera, dans le Somaliland.